# Kamimuria amoena
Kamimuria amoena är en bäcksländeart som beskrevs av František Klapálek 1912. Kamimuria amoena ingår i släktet Kamimuria och familjen jättebäcksländor. Inga underarter finns listade i Catalogue of Life.